# 2021年国家领导人列表
本列表列出2021年各国家的最高领导人、国家元首、政府首脑及其他重要领导人。

## 非洲
- 阿尔及利亚
  - 总统 － 阿卜杜勒-马吉德·特本（2019年-现今）
  - 总理
    1. 阿卜杜勒-阿齐兹·杰拉德（2019年-2021年6月30日）
    2. 艾曼·本·阿卜杜勒-拉赫曼（2021年6月30日-现今）
- 安哥拉
  - 总统 － 若昂·洛伦索（2017年－现今）[1]
- - 总统 － 帕特里斯·塔隆（2016年－现今）[2]
- - 总统 － 莫貴茨·馬西西（2018年－现今）[3][4]
- 布吉納法索
  - 总统 － 罗克·马克·克里斯蒂安·卡波雷（2015年－2022年）[5]
  - 总理
    1. 克里斯托夫·約瑟夫·瑪麗·達比雷（2019年-2021年12月10日）
    2. Lassina Zerbo（2021年12月10日－现今）[6][7]
- - 总统 — 埃瓦里斯特·恩達伊希米耶（2020年至今）
  - 總理 － 阿蘭-紀堯姆·布尼奧尼（2020年至今）
- 喀麦隆
  - 总统 － 保罗·比亚（1982年－现今）[8][9][10][11]
  - 总理 － Joseph Ngute（2019年－现今）
- - 总统
    1. 豪尔赫·卡洛斯·丰塞卡（2011年－2021年）
    2. 若泽·马里亚·佩雷拉·内维斯（2021年－现今）

  - 总理 － 乌利塞斯·科雷亚·席尔瓦（2016年－现今）
- 中非
  - 总统 － 福斯坦-阿尔尚热·图瓦德拉（2016年－现今）
  - 总理 － 森普利斯·苏旺吉（英语：Simplice Sarandji）（2016年－现今）
- - 总统 － 伊德里斯·代比（1990年－2021年4月20日逝世）
  - 軍事過渡委員會主席 － 穆罕默德·代比（2021年4月20日－现今）
  - 总理 － 阿尔贝·帕希米·帕达凯（英语：Albert Pahimi Padacké）（2021年4月26日職位重設－现今）
- - 总统 － 阿扎利·阿苏马尼（2016年－现今）
- 刚果共和国
  - 总统 － 德尼·萨苏-恩格索（1997年－现今）
  - 总理
    1. 克莱门特·穆安巴（2016年－2021年5月12日）
    2. 阿纳托尔·科利内·马科索（英语：Anatole Collinet Makosso） （2021年5月12日－现今）
- 刚果民主共和国
  - 总统 － 菲利克斯·齊塞克迪（2019年－现今）
  - 总理
    1. Sylvestre Ilunga（2019年-2021年4月26日）
    2. Jean-Michel Sama Lukonde（2021年4月26日－现今）
- - 总统 － 伊斯梅尔·奥马尔·盖莱（1999－现今）
  - 总理 － 阿卜杜勒卡德尔·卡米尔·穆罕默德（英语：Abdoulkader Kamil Mohamed）（2013年－现今）
- 埃及
  - 总统 － 阿卜杜勒-法塔赫·塞西（2014年－现今）
  - 总理 － 穆斯塔法·马布里（2018年－现今）
- 赤道几内亚
  - 总统 － 特奥多罗·奥比昂·恩圭马·姆巴索戈（1979年－现今）
  - 总理 － 弗朗西斯科·帕斯奎爾·奧巴馬·阿蘇埃（2016年－现今）
- - 总统 － 伊萨亚斯·阿费沃尔基（1991年－现今）[a]
- 衣索比亞
  - 总统 － 薩赫勒-沃克·祖德（2018年－现今）
  - 总理 － 阿比·艾哈迈德（2018年－现今）
- 加彭
  - 总统 － 阿里·邦戈·翁丁巴（2009年－现今）
  - 总理 — 罗丝·克里斯蒂亚娜·拉蓬达（2020年－現今）
- - 总统 － 阿达马·巴罗（2017年－现今）
- - 总统 － 纳纳·阿库福-阿多（2017年－现今）
- 几内亚
  - 总统 － 阿尔法·孔戴（2010年－2021年9月5日被軍隊推翻）
  - 总理 － 易卜拉希馬·卡索里·福法納（2018年－2021年9月5日被軍隊推翻）
  - 全國團結和發展委員會主席 － 馬馬迪·敦布亞（2021年9月5日軍事政變上臺－现今）
- - 总统 － 奥马尔·西索科·恩巴洛（2020年－现今）
  - 总理 － 努诺·戈梅斯·纳比亚姆（英语：Nuno Gomes Nabiam）（2020年－现今）
- - 总统 － 阿拉萨内·瓦塔拉（2010年－现今）
  - 代理总理 － 帕特里克·阿奇（英语：Patrick Achi）（2020年－现今）
- - 总统 － 乌胡鲁·肯雅塔（2013年－2022年）
- 賴索托
  - 国王 － 莱齐耶三世（1996年－现今）
  - 总理 — 穆凱齊·馬喬羅（2020年－2022年）
- 利比里亚
  - 总统 － 佐治·韦亚（2018年－现今）
- 利比亞 [b]
  -  利比亚国民代表大会
    - 主席 － 阿基拉·萨拉赫·伊萨（2014年－现今）
    - 总理 － 阿卜杜拉·萨尼（2014年－现今）

  -  利比亚民族团结政府
    - 主席 －  法耶兹·萨拉杰（2016年－现今）
    - 总理 － 法耶兹·萨拉杰（2016年－现今）
- 马达加斯加
  - 总统 －安德里·拉乔利纳（2019年－现今）
  - 总理 － 克里斯蒂安·恩蔡（2018年－现今）
- 马拉维
  - 总统 — 拉扎勒斯·查克維拉（2020年6月28日－現今）
- - 总统
    1. 巴·恩多（過渡；2020年－2021年5月24日被軍隊推翻）
    2. 阿西米·戈伊塔（2021年5月24日－现今）

  - 总理
    1. 莫克塔·瓦內（代理；2020年－2021年6月6日）
    2. Choguel Kokalla Maïga （2021年6月6日－现今）
- 毛里塔尼亚
  - 总统 － 穆罕默德·烏爾德·加祖瓦尼（2019年－现今）
  - 总理 － 叶海亚·乌尔德·哈达明（英语：Yahya Ould Hademine）（2014年－现今）
- 模里西斯
  - 总统 － 普里特维赖辛·罗蓬（英语：Prithvirajsing Roopun）（2019年－现今）
  - 总理 － 普拉温德·贾格纳特（2017年－现今）
- 摩洛哥
  - 国王 － 穆罕默德六世（1999年－现今）
  - 首相
    1. 萨杜丁·欧斯曼尼（2017年－2021年10月7日）
    2. 阿齐兹·阿汉努什 （2021年10月7日－现今）
- 莫桑比克
  - 总统 － 菲利佩·纽西（2015年－现今）
  - 总理 － 卡洛斯·多罗萨里奥（2015年－2022年3月3日）
- 纳米比亚
  - 总统 － 哈格·根哥布（2015年－现今）
  - 总理 － 莎拉·库冈吉尔瓦（2015年－现今）
- 尼日尔
  - 总统
    1. 穆罕默杜·伊素福（2011年－2021年4月2日）
    2. 穆罕默德·巴祖姆（2021年4月2日－现今）

  - 总理
    1. 布里吉·拉菲尼（2011年－2021年4月2日）
    2. Ouhoumoudou Mahamadou（2021年4月2日－现今）
- 奈及利亞
  - 总统 － 穆罕默杜·布哈里（2015年－现今）
- 卢旺达
  - 总统 － 保罗·卡加梅（2000年－现今）
  - 总理 － 爱德华·恩吉伦特（英语：Edouard Ngirente）（2017年－现今）
- 圣赫勒拿、阿森松和特里斯坦-达库尼亚 （英国海外领地）
  - 总督 － 菲利普·拉什布魯克（英语：Philip Rushbrook）（2019年至今）

 聖多美和普林西比
- - 总统 － 埃瓦里斯托·卡瓦略（2016年－现今）
  - 总理 － 帕特里斯·特罗瓦达（2014年－现今）
- 塞内加尔
  - 总统 － 麦基·萨勒（2012年－现今）
  - 总理 － 穆罕默德·迪奥纳（英语：Mohammed Dionne）（2014年－现今）
- 塞舌尔
  - 总统 － 丹尼·福尔（2016年－现今）
- - 总统 － 朱利叶斯·马达·比奥（2018年－现今）
  - 首席部长 － 戴维·J·弗朗西斯（英语：David J. Francis (politician)）（2018年－现今）
- - 总统 － 穆罕默德·阿卜杜拉·法马约（2017年－现今）
  - 总理
    1. 穆罕默德·海珊·羅布爾（2020年至今）

    -  邦特蘭 [c]
      - 总统 － 阿卜迪韦利·穆罕默德·阿里（英语：Abdiweli Mohamed Ali）（2014年－现今）
- 索馬利蘭 （僅受中華民國承认）
  - 总统 － 繆斯·比希·阿卜迪（2017年－现今）
- 南非
  - 总统 － 西里尔·拉马福萨（2018年－现今）
- 南蘇丹
  - 总统 － 萨尔瓦·基尔·马亚尔迪特（2011年－现今）
- 苏丹（軍政府）
  - 蘇丹主權委員會（集體元首；2019年－現今，以阿卜杜勒·法塔赫·阿卜杜勒拉赫曼·布爾漢為首）
  - 总理 － 阿卜杜拉·哈姆杜克 （2011年－2021年10月25日；2021年11月21日-現今）
- - 国王 － 姆斯瓦蒂三世（1986年－现今）
  - 首相
    1. 騰巴·馬蘇庫（代理；2020年-2021年7月19日）
    2. Cleopas Dlamini（2021年7月19日－现今）
- 坦桑尼亚
  - 总统
    1. 约翰·马古富利（2015年－2021年3月17日病故）
    2. 萨米娅·苏卢胡（2021年3月18日—现今）

  - 总理 － 卡西姆·马嘉尼华（2015年－现今）
- 多哥
  - 总统 － 福雷·纳辛贝（2005年－现今）
  - 总理 － 維克多·托梅格·多貝（2020年－现今）
- 突尼西亞
  - 总统 －凱斯·賽義德（2019年10月－现今）
  - 总理
    1. 希沙姆·迈希希（2020年－2021年7月25日）
    2. 娜杰拉·布登（2021年10月11日－现今）
- 乌干达
  - 总统 － 约韦里·穆塞韦尼（1986年－现今）
  - 总理
    1. 鲁哈卡纳·鲁贡达（英语：Ruhakana Rugunda）（2014年-2021年6月21日）
    2. Robinah Nabbanja（2021年6月21日－现今）
- 撒拉威阿拉伯民主共和國 [d]
  - 总统 － 卜拉欣·加利（2016年－现今）
  - 总理 － 穆罕默德·瓦利·阿齐（2018年－现今）
- 尚比亞
  - 总统
    1. 埃德加·伦古（2015年－2021年8月24日）
    2. 哈凱恩德·希奇萊馬（2021年8月24日－现今）
- 辛巴威
  - 总统 － 埃默森·姆南加古瓦（2017年－现今）

## 亚洲
- 阿富汗[e]
- 阿富汗伊斯兰共和国（領導潘傑希爾抵抗勢力）
  - 总统 －阿什拉夫·加尼·艾哈迈德扎伊（2014年－2021年8月15日流亡）
  - 代總統 － 阿姆鲁拉·萨利赫（2021年8月17日作為副總統宣稱繼任－现今）
- 阿富汗伊斯蘭酋長國（未獲國際普遍承認）
  - 信士的埃米爾 － 海巴圖拉·阿洪扎達 （2021年8月19日－现今，領導塔利班政權）
  - 代總理 － 穆罕默德·哈桑·阿洪德（2021年9月7日－现今，領導塔利班政權）
- 巴林
  - 国王 － 哈迈德·本·伊萨·本·萨勒曼·阿勒哈利法（1999年－现今）
  - 首相 － 萨勒曼·本·哈马德·阿勒哈利王子（2020年11月－现今）[f]
- - 总统 － 阿卜杜勒·哈米德（2013年－现今）
  - 总理 － 谢赫·哈西娜（2009年－现今）
- 不丹
  - 国王 － 吉格梅·凯萨尔·纳姆耶尔·旺楚克（2006年－现今）
  - 首相 － 洛塔·策林（2018年－现今）
- - 苏丹兼首相 －哈桑纳尔·博尔基亚（蘇丹：1967年－现今；首相：1984年－现今）
- 柬埔寨
  - 国王 － 诺罗敦·西哈莫尼（2004年－现今）
  - 首相 － 洪森（1985年－现今）[g]
- 中华人民共和国
  - 中共中央总书记－ 习近平（2012年－现今）
  - 国家主席－ 习近平（2013年－现今）
  - 国务院总理 － 李克强（2013年－2023年）
  -  香港特別行政區
    - 行政长官 － 林郑月娥（2017年－2022年）

  -  澳門特別行政區
    - 行政长官 － 賀一誠（2019年－现今）
- 中華民國 [h]
  - 總統 － 蔡英文（2016年－现今）
  - 行政院院長 － 蘇貞昌（2019年1月14日－2023年1月31日）
- 东帝汶
  - 总统 － 弗朗西斯科·古特雷斯（2017年－2022年5月20日）
  - 总理 － 陶尔·马坦·鲁阿克（2018年－现今）
- 印度
  - 总统 － 拉姆·纳特·科温德（2017年－现今）
  - 总理 － 纳伦德拉·莫迪（2014年－现今）
- 印度尼西亞
  - 总统 － 佐科·维多多（2014年－现今）
- 伊朗
  - 最高领袖 － 阿里·哈梅内伊（1989年－现今）
  - 总统
    1. 哈桑·罗哈尼（2013年－2021年8月3日）
    2. 易卜拉欣·莱希 （2021年8月4日－现今）
- 伊拉克
  - 总统 － 巴尔哈姆·萨利赫（2018年－2022年10月13日）
  - 总理 — 穆斯塔法·卡迪米（2020年－现今）
- 以色列
  - 总统
    1. 鲁文·里夫林（2014年－2021年7月8日）
    2. 艾薩克·赫爾佐格（2021年7月9日－現今）

  - 总理
    1. 班杰明·纳坦尼雅胡（2009年－2021年6月13日）
    2. 納夫塔利·貝內特（2021年6月—2022年7月1日）
- 日本
  - 天皇 － 德仁（2019年－现今）
  - 内阁总理大臣－
    1. 菅义伟（2020年－2021年10月4日）
    2. 岸田文雄（2021年10月4日－现今）
- 约旦
  - 国王 － 阿卜杜拉二世（1999年－现今）
  - 首相 － 比谢尔·哈苏奈（2020年10月－现今）
- - 总统 －卡西姆若马尔特·托卡耶夫（2019年－現今）
  - 总理 －阿斯卡爾·馬明（2019年－現今）
  - 国家安全会议主席 －努尔苏丹·纳扎尔巴耶夫（1991年－現今）
- - 朝鲜劳动党总书记 兼 国务委员会委员长 － 金正恩（2016年－现今）
  - 内阁总理 － 金德训（2020年－现今）
- - 总统 － 文在寅（2017年－现今）
  - 国务总理
    1. 丁世均（2020年－2021年4月16日）
    2. 金富謙（2021年5月14日－現今）
- 科威特
  - 埃米尔 — 納瓦夫·艾哈邁德·賈比爾·薩巴赫（2020年—現今）
  - 总理 － 贾比尔·穆巴拉克·哈马德·萨巴赫（2011年－现今）
- - 总统
    1. 塔蘭特·馬梅托夫（代理；2020年11月14日-2021年1月28日）
    2. 薩德爾·扎帕羅夫（2021年1月28日-今）

  - 总理
    1. 薩德爾·扎帕羅夫（2020年-2021年1月21日）
    2. Ulukbek Maripov（2021年2月3日至今；5月改任內閣主席）
- - 老挝人革党中央总书记
    1. 本扬·沃拉吉（2016年－2021年3月22日）
    2. 通伦·西苏里（2021年3月22日－现今）

  - 国家主席
    1. 本扬·沃拉吉（2016年－2021年1月15日）
    2. 通伦·西苏里（2021年1月15日－现今）

  - 政府总理
    1. 通伦·西苏里（2016年－2021年3月22日）
    2. 潘坎·維帕萬（2021年3月22日－现今）
- 黎巴嫩
  - 总统 － 米切尔·奥恩（2016年－现今）
  - 总理
    1. 哈桑·迪亞布（2020年— 2021年9月10日）
    2. 納吉布·米卡提（2021年9月10日—現今）
- 马来西亚
  - 最高元首 －苏丹阿都拉（2019年－現今）
  - 首相
    1. 慕尤丁（2020年－2021年8月21日）
    2. 伊斯邁沙比里（2021年8月21日－現今）
- 馬爾地夫
  - 总统 － 阿里·阿卜杜拉·萨利赫（2013年－现今）
- 蒙古国
  - 总统
    1. 哈勒特马·巴特图勒嘎（2017年－2021年6月25日）
    2. 乌赫那·呼尔勒苏赫（2021年6月25日－现今）

  - 总理
    1. 乌赫那·呼尔勒苏赫（2017年－2021年1月27日）
    2. 罗布森那木斯莱·奥云额尔登（2021年1月27日－现今）
- 緬甸
  - 國家管理委員會主席 - 敏昂來（2021年2月2日至今）
  - 总统
    1. 温敏（2018年－2021年2月1日被軍方推翻）
    2. 敏瑞（第一副总统代理；2021年2月1日至今）

  - 总理
    1. 敏昂來（2021年8月1日至今）

  - 国务资政 － 翁山苏姬（2016年－2021年2月1日被軍方推翻）
- 尼泊尔
  - 总统 － 碧雅·戴维·班达里（2015年－现今）
  - 总理
    1. 卡德加·普拉萨德·奥利（2018年－2021年7月13日）
    2. 謝爾·巴哈杜爾·德烏帕（2021年7月13日－现今）
- 阿曼
  - 苏丹兼首相—海賽姆·本·塔里克·賽義德（2020年－现今）
- 巴基斯坦
  - 总统 － 阿里夫·艾维（2018年－现今）
  - 总理 － 伊姆兰·汗（2018年－2022年4月10日）
- 巴勒斯坦
  - 总统 － 马哈茂德·阿巴斯（2005年－现今）
  - 总理 － 穆罕默德·什塔耶（2019年3月－现今）
- 菲律賓
  - 总统 － 罗德里戈·杜特蒂（2016年－2022年6月30日）
- - 埃米尔 － 塔米姆·本·哈迈德·阿勒萨尼（2013年－现今）
  - 首相 － 哈立德·本·哈利法·本·阿卜杜勒·阿齐兹·阿勒萨尼（2020年1月－现今）
- 沙烏地阿拉伯
  - 国王兼大臣会议主席 － 萨勒曼·本·阿卜杜勒-阿齐兹·阿勒沙特（2015年－现今）
- 新加坡
  - 总统 － 哈莉玛·雅各布（2017年－现今）
  - 总理 － 李显龙（2004年－现今）
- 斯里蘭卡
  - 总统 － 戈塔巴雅·拉贾帕克萨（2015年－2022年7月14日）
  - 总理 － 馬欣達·拉賈帕克薩（2019年－2022年5月9日）
- 叙利亚
  -  叙利亚中央政府
    - 总统 － 巴沙尔·阿萨德（2000年－现今）
    - 总理 － 侯赛因·阿尔努斯（2020年6月－现今）

  -  叙利亚反对派
    - 政府主席 － 利雅得·赛义夫（2017年－现今）
    - 总理 － 贾瓦德·阿布·哈塔卜（英语：Jawad Abu Hatab）（2016年－现今）
- - 总统 － 埃莫马利·拉赫蒙（1992年－现今）
  - 总理 － 科基尔·拉苏尔佐达（2013年－现今）
- 泰國
  - 国王 － 玛哈·哇集拉隆功（2016年－现今）
  - 总理 － 帕拉育·詹欧查（2014年－现今）
- 土耳其
  - 总统 － 雷杰普·塔伊普·艾尔多安（2014年－现今）
- - 总统 － 库尔班古力·别尔德穆哈梅多夫（2006年－2022年3月19日）
- 阿联酋
  - 总统 － 哈利法·本·扎耶德·阿勒纳哈扬（2004年－2022年5月13日）
  - 总理兼副总统 － 穆罕默德·本·拉希德·阿勒马克图姆（2006年－现今）
- - 总统 － 肖开提·米尔则亚耶夫（2016年－现今）
  - 总理 － 阿卜杜拉·阿里波夫（2016年－现今）
- 越南
  - 越共中央总书记 － 阮富仲（2011年－现今）
  - 国家主席
    1. 阮富仲（2018年－2021年4月5日）
    2. 阮春福（2021年4月5日－现今）

  - 政府总理
    1. 阮春福（2016年－2021年4月5日）
    2. 范明政（2021年4月5日－现今）
- 也门
  -  葉門中央政府
    - 总统 － 阿卜杜拉布·曼苏尔·哈迪（2012年－现今）
    - 总理 － 艾哈迈德·奥贝德·本·德赫（2016年－现今）

  -  胡塞武装组织 [i]
    - 总统 － 迈赫迪·马沙塔（英语：Mahdi al-Mashat）（2018年－现今）
    - 总理 － 阿普杜勒-阿齐兹·本·哈卜图尔（英语：Abdel-Aziz bin Habtour）（2016年－现今）

## 欧洲
- 阿布哈茲 [j]
  - 总统 — 阿斯兰·布扎尼亚（2020年－现今）
  - 总理 — 亞歷山大·安克瓦布（2020年-現今）
- 阿尔巴尼亚
  - 总统 － 伊利尔·梅塔（2017年－现今）
  - 总理 － 埃迪·拉马（2013年－现今）
- 安道尔
  - 安道尔親王
  - 1. 霍安·恩里克·比韦斯·西西利亚（2003年－现今）
    - 代表 － 约瑟夫·玛丽亚·毛里（英语：Josep Maria Mauri）（2017年－现今）

  - 2. 埃马纽埃尔·马克龙（2017年－现今）
    - 代表 － 帕特里克·斯乔达（法语：Patrick Strzoda）（2017年－现今）

  - 首相 － 澤維爾·埃斯波特·薩莫拉（2019年－现今）
- 亞美尼亞
  - 总统 － 阿尔缅·萨尔基相（2018年－现今）
  - 总理 － 尼科尔·帕希尼扬（2018年－2022年）
- 阿尔察赫 [k]
  - 总统 — 阿拉伊克·阿魯秋尼揚（2020年－现今）
- 奥地利
  - 总统 － 亚历山大·范德贝伦（2017年－现今）
  - 总理
    1. 塞巴斯蒂安·库尔茨（2020年－2021年10月11日）
    2. 亚历山大·沙伦贝格（2021年10月11日－12月6日）
    3. 卡爾·內哈默（2021年12月6日－现今）
- - 总统 － 伊利哈姆·阿利耶夫（2003年－现今）
  - 总理 - 阿里·阿萨多夫 （2019年 - 至今）
- 白俄羅斯
  - 总统 － 亚历山大·格里戈里耶维奇·卢卡申科（1994年－现今）
  - 总理 - 羅曼·戈洛夫琴科（2020年－现今）
- 比利时
  - 国王 － 菲利普（2013年－现今）
  - 首相 - 亞歷山大·德克羅（2020年－现今）
- - 波斯尼亚和黑塞哥维那主席团
    - 克罗埃西亚族代表 － 熱利科·科姆希奇 （2018年－现今；主席：2021年7月20日－现今）
    - 波士尼亚族代表 － Šefik Džaferović（2018年－现今）
    - 塞尔维亚族代表 － 米洛拉德·多迪克 （2018年－现今；主席：2020年－2021年7月20日）

  - 部長会议主席 － 佐兰·泰盖尔蒂亚（2019年－现今）
  - 高级代表
    1. 瓦伦丁·因兹科（英语：Valentin Inzko）（2009年－2021年8月1日）
    2. 克里斯蒂安·施密特（2021年8月1日－现今）
- 保加利亚
  - 总统 － 鲁门·拉德夫（2017年－现今）
  - 总理
    1. 博伊科·鲍里索夫（2017年－2021年5月12日）
    2. 斯特凡·亞涅夫（2021年5月12日－12月13日）
    3. 基里勒·佩特科夫（2021年12月13日－现今）
- - 总统 - 佐蘭·米蘭諾維奇（2020年-現今）
  - 总理 － 安德烈·普兰科维奇（2016年－现今）
- 賽普勒斯
  - 总统 － 尼科斯·阿纳斯塔夏季斯（2013年－现今）
- 捷克
  - 总统 － 米洛什·泽曼（2013年－现今）
  - 总理
    1. 安德烈·巴比什（2017年－2021年12月17日）
    2. 彼得·費亞拉（2021年12月17日－现今）
- 丹麦
  - 女王 － 玛格丽特二世（1972年－现今）
  - 首相 - 梅特·弗雷德里克森（2019年至今）
- 顿涅茨克人民共和国  （有限承认国家）
  - 总统 － 杰尼斯·弗拉基米罗维奇·普希林（2018年－现今）
  - 总理 － 亚历山大·阿南琴科（2019年－现今）
- 爱沙尼亚
  - 总统
    1. 克尔斯季·卡柳莱德（2016年－2021年10月11日）
    2. 阿拉尔·卡里斯（2021年10月11日－现今）

  - 总理
    1. 尤里·拉塔斯（2016年－2021年1月26日）
    2. 卡婭·卡拉斯（2021年1月26日—现今）
- 芬兰
  - 总统 － 绍利·尼尼斯托（2012年－现今）
  - 总理 - 桑娜·馬林（2019年－现今）
- 法國
  - 总统 － 埃马纽埃尔·马克龙（2017年－现今）
  - 总理 － 让·卡斯泰（2020年－现今）
- （地理上為亞洲）
  - 总统 － 薩洛梅·祖拉比什維利（2018年－现今）
  - 总理
    1. 格奥尔基·加哈里亚（2019年－2021年2月18日）
    2. 伊拉克里·加里巴什維利（2021年2月22日－现今）
- 德国
  - 总统 － 弗兰克-瓦尔特·施泰因迈尔（2017年－现今）
  - 总理
    1. 安格拉·梅克尔（2005年－2021年12月8日）
    2. 奥拉夫·朔尔茨（2021年12月8日－现今）
- 直布罗陀 （英国海外领地）
  - 总督 － David Steel（英语：David Steel (Royal Navy officer)）（2020年－现今）
  - 首席部长 － 费比安·皮卡多（英语：Fabian Picardo）（2011年－现今）
- 希腊
  - 总统 - 卡特琳娜·萨凯拉罗普卢（2020年—现今）
  - 总理 - 基里亞科斯·米佐塔基斯（2019年至今）
- 根西 （英国皇家属地）
  - 次总督（英语：Lieutenant Governor of Guernsey） － 伊恩·科德（英语：Ian Corder）（2016年－2021年11月24日）
  - 政策和资源委员会主席（英语：Policy and Resources Committee of Guernsey） － Peter Ferbrache（2020年－现今）
- 匈牙利
  - 总统 － 阿戴尔·亚诺什（2012年－现今）
  - 总理 － 奥班·维克多（2010年－现今）
- 冰島
  - 总统 － 古德尼·约翰内森（2016年－现今）
  - 总理 － 卡特琳·雅各布斯多蒂尔（2017年－现今）
- 愛爾蘭
  - 总统 － 麦克·希金斯（2011年－现今）
  - 总理 - 邁克·馬丁（2020年－现今）
- 马恩岛（英国皇家属地）
  - 副總督
    1. 理察·戈兹尼（英语：Richard Gozney）（2016年－2021年8月）
    2. John Lorimer（英语：John Lorimer (British Army officer)）（2021年9月－现今）

  - 首席部长
    1. 霍华德·奎尔（英语：Howard Quayle）（2016年－2021年10月12日）
    2. Alfred Cannan（2021年10月12日－现今）
- 義大利
  - 总统 － 塞尔焦·马塔雷拉（2015年－现今）
  - 总理
    1. 朱塞佩·孔特（2018年－2021年2月13日）
    2. 馬里奧·德拉吉 （2021年2月13日－现今）
- 澤西（英国皇家属地）
  - 次总督（英语：Lieutenant Governor of Jersey） － 斯蒂芬·道尔顿（英语：Sir Stephen Dalton）（2017年－现今）
  - 首席部长 － 小约翰·勒方德雷（英语：John Le Fondré Jr）（2018年－现今）
- 科索沃 [l]
  - 总统 - 韋約莎·奧斯曼尼（2021年4月－现今；代理：2020年-2021年3月）
  - 总理
    1. 阿夫杜拉·霍蒂（2020年—2021年3月22日）
    2. 阿尔宾·库尔蒂（2021年3月22日－现今）

  - 联合国特别代表（英语：Special representative of the Secretary-General for Kosovo） － 塔宁（英语：Zahir Tanin）（2015年－现今）
- 拉脫維亞
  - 总统 － 莱伊蒙茨·维尤尼斯（2015年－现今）
  - 总理 － 阿特爾斯·克里斯亞尼斯·卡林斯（2019年－现今）
- 列支敦斯登
  - 亲王 － 汉斯·亚当二世（1989年－现今）
  - 摄政親王 － 阿洛伊斯王储（2004年－现今）
  - 首相
    1. 阿德里安·哈斯勒（2013年－2021年3月25日）
    2. 丹尼尔·里施（2021年3月25日－现今）
- 立陶宛
  - 总统 - 吉塔納斯·瑙塞達（2019年 —現今）
  - 总理 - 因格麗達·希莫尼特（2020年－现今）
- 卢甘斯克人民共和国 （有限承认国家）
  - 总统 － 列昂尼德·帕谢奇尼克（2017年－现今）
  - 总理 － 謝爾蓋·科茲洛夫（2015年－现今）
- 盧森堡
  - 大公 － 亨利（2000年－现今）
  - 首相 － 格扎维埃·贝泰尔（2013年－现今）
- 北馬其頓
  - 总统 － 斯特沃·彭达罗夫斯基（2019年－现今）
  - 总理 － 佐兰·萨耶夫（2020年－现今）
- 馬爾他
  - 总统 - 喬治·韋拉（2019年-現今）
  - 总理 - 羅伯特·阿貝拉（2020年－现今）
- 摩尔多瓦
  - 总统 - 馬婭·桑杜（2020年-現今）
  - 总理 - 娜塔莉婭·加夫里利策（2021年8月6日－现今）
- 摩納哥
  - 亲王 － 阿尔贝二世（2005年－现今）
  - 国务大臣 － Pierre Dartout（2020年－现今）
- 蒙特內哥羅
  - 总统 － 米洛·久卡诺维奇（2018年－现今）
  - 总理 － 茲德拉夫科·克里沃卡皮奇（2020年－现今）
- 荷兰王国
  - 国王 － 威廉-亚历山大（2013年－现今）
  -  荷蘭 （荷兰构成国）
    - 首相 － 马克·吕特（2010年－现今）
- 北賽普勒斯[m]
  - 总统 － 穆斯塔法·阿肯哲（2015年－现今）
  - 总理 － 图凡·埃尔许曼（2018年－现今）
- 挪威
  - 国王 － 哈拉德五世（1991年－现今）
  - 首相
    1. 埃尔娜·索尔伯格（2013年－2021年10月14日）
    2. 約納斯·加爾·斯特勒（2021年10月14日－现今）
- 波蘭
  - 总统 － 安杰伊·杜达（2015年－现今）
  - 总理 － 马特乌什·莫拉维茨基（2017年－现今）
- 葡萄牙
  - 总统 － 马塞洛·雷贝洛·德索萨（2016年－现今）
  - 总理 － 安东尼奥·科斯塔（2015年－现今）
- 羅馬尼亞
  - 总统 － 克劳斯·约翰尼斯（2014年－现今）
  - 总理
    1. 弗洛林-瓦西里·克楚（2020年-2021年11月25日）
    2. 尼古拉·丘卡（2021年11月25日－现今）
- 俄羅斯
  - 总统 － 佛拉迪米尔·佛拉迪米罗维奇·普丁（2012年－现今）
  - 总理 - 米哈伊尔·米舒斯金（2020年－现今）
- 圣马力诺
  - 执政官
  - 1、2. Alessandro Cardelli和Mirko Dolcini（2020年—2021年4月1日）
  - 3、4. Gian Carlo Venturini 和 Marco Nicolini（2021年4月1日-2021年10月1日）
  - 5、6. Francesco Mussoni 和 Giacomo Simoncini（2021年10月1日－2022年）
- 塞爾維亞
  - 总统 － 亚历山大·武契奇（2017年－现今）
  - 总理 － 安娜·布尔纳比奇（2017年－现今）
- 斯洛伐克
  - 总统 － 蘇珊娜·查普托娃（2019年－现今）
  - 总理
    1. 伊戈尔·马托维奇（2020年－2021年4月1日）
    2. 愛德華·黑格爾（2021年4月1日－现今）
- 斯洛維尼亞
  - 总统 － 博鲁特·帕霍尔（2012年－现今）
  - 总理 - 亚内兹·扬沙（2020年-現今）
- 南奥塞梯 [n]
  - 总统 － 阿納托利·比比洛夫（2017年－现今）
  - 总理 － 埃里克·普哈耶夫（英语：Erik Pukhayev）（2017年－现今）
- 西班牙
  - 国王 － 费利佩六世（2014年－现今）
  - 首相 － 佩德罗·桑切斯（2018年－现今）
- 瑞典
  - 国王 － 卡尔十六世·古斯塔夫（1973年－现今）
  - 首相
    1. 斯蒂凡·洛夫文（2014年－2021年11月30日）
    2. 瑪格達萊娜·安德松（2021年11月30日－现今）
- 瑞士
  - 瑞士联邦委员会委员 － [o]

- 居伊·帕姆兰 （2016年－现今；现任主席：本年）
- 於利·毛雷爾 （2009年－现今）
- 阿蘭·貝爾塞 （2012年－现今）
- 西莫內塔·索馬魯加 （2010年－现今）
- 伊尼亚齐奥·卡西斯（2017年－现今）
- 卡琳·凯勒-祖特尔（2019年－现今）
- 维奥拉·阿姆赫德（2019年－现今）

- 德涅斯特河沿岸[p]
  - 总统 － 瓦迪姆·克拉斯诺谢利斯基（2016年－现今）
  - 总理 － 亚历山大·马丁诺夫（2016年－现今）
- 乌克兰
  - 总统 －弗拉基米尔·泽连斯基（2019年－現今）
  - 总理 - 杰尼斯·什米加尔（2020年－现今）
- 英国
  - 女王 － 伊丽莎白二世（1952年－2022年）
  - 首相 －鲍里斯·约翰逊（2019年—现今）
- 梵蒂冈
  - 教宗 － 方济各（2013年－现今）
  - 委员会主席 － 朱塞佩·贝德罗（2011年－现今）
  - 宗座
    - 国务枢机卿 － 伯多禄·帕罗林（2013年－现今）

## 北美洲
- （英国海外领地）
  - 总督（英语：Governor of Anguilla） － Dileeni Daniel-Selvaratnam（英语：Dileeni Daniel-Selvaratnam）（2021年1月18日－现今）
  - 首席部长 — Ellis Webster（2020年至今）
- 安地卡及巴布達
  - 君主 － 伊丽莎白二世（1981年－2022年）
  - 总督 － 罗德尼·威廉斯（2014年－现今）
  - 总理 － 加斯东·布朗恩（2014年－现今）
- 巴哈马
  - 君主 － 伊丽莎白二世（1973年－2022年）
  - 总督 - 科尼利厄斯·A·史密斯（2019年 -現今）
  - 总理
    1. 休伯特·明尼斯（2017年－2021年9月17日）
    2. 菲利普·戴維斯（英语：Philip Davis (Bahamian politician)）（2021年9月17日－现今）
- - 君主 － 伊丽莎白二世（1966年－2021年11月30日）
  - 总督 － 桑德拉·梅森（2018年－2021年11月30日）
  - 总统 － 桑德拉·梅森（2021年11月30日－今）
  - 总理 － 米亚·莫特利（2018年－今）
- - 君主 － 伊丽莎白二世（1981年－2022年）
  - 总督
    1. 杨可为（1993年－2021年4月30日）
    2. 弗萊垃·查蘭（2021年5月27日—現今）

  - 总理 — 強尼·布里仙紐（2020年—今）
- 百慕大 （英国海外领地）
  - 总督（英语：Governor of Bermuda） — 雷娜·拉尔吉（英语：Rena Lalgie）（2020年-今）
  - 总理 － 爱德华·大卫·伯特（2017年－今）
- 英屬維爾京群島 （英国海外领地）
  -     1. 总督（英语：Governor of the Virgin Islands） － 奥古斯图斯·贾斯珀特（英语：Augustus Jaspert）（2017年－2021年1月23日）
    2. 約翰·蘭金（2021年1月29日－今）

  - 总理 － 安德魯·费伊（2019年－现今）
- 加拿大
  - 君主 － 伊丽莎白二世（1952年－2022年）
  - 总督
    1. 朱莉·佩耶特（2017年－2021年1月22日）
    2. 瑪麗·西蒙（2021年7月26日－现今）

  - 总理 － 贾斯汀·杜鲁多（2015年－现今）
- 开曼群岛 （英国海外领地）
  - 总督（英语：Governor of the Cayman Islands） － Martyn Roper（2018年－现今）
  - 总理 － 奥尔登·麦克劳克林（英语：Alden McLaughlin）（2013年－现今）
- - 总统 － 卡洛斯·阿尔瓦拉多·奎沙达（2018年－现今）
- 古巴
  - 古共中央第一书记
    1. 劳尔·卡斯特罗（2011年－2021年4月19日）
    2. 米格尔·迪亚斯-卡内尔（2021年4月19日－现今）

  - 国家主席 － 米格尔·迪亚斯-卡内尔（2018年－现今）
  - 国务委员会主席 － 埃斯特万·拉索·埃尔南德斯（2019年－现今）
  - 总理 － 曼努埃爾·馬雷羅（2019年－现今）
- 多米尼克
  - 总统 － 查尔斯·安杰洛·萨瓦林（2013年－现今）
  - 总理 － 罗斯福·斯凯里特（2004年－现今）
- - 总统
    1. 路易斯·阿比納迪爾（2020年－現今）
- 薩爾瓦多
  - 总统 - 納伊布·布格磊（2019年－現今）
- 格瑞那達
  - 君主 － 伊莉莎白二世（1974年－2022年）
  - 总督 － 絲茜爾·拉格雷納德（2013年－现今）
  - 总理 － 基思·米切尔（2013年－现今）
- - 总统 － 吉米·摩拉利斯（2016年－现今）
- 海地
  - 总统
    1. 乔夫内尔·莫伊斯（2017年－2021年7月7日暗殺身亡）
    2. 克劳德·约瑟夫（代理；2021年7月7日 - 20日）
    3. 阿里埃爾·亨利 （2021年7月20日-现今）

  - 总理
    1. 约瑟夫·茹特（英语：Joseph Jouthe）（2020年 - 2021年4月14日）
    2. 克劳德·约瑟夫（代理；2021年4月14日 - 7月20日）
    3. 阿里埃爾·亨利 （2021年7月20日-现今）
- - 总统 － 胡安·奥兰多·埃尔南德斯（2014年－现今）
- 牙买加
  - 君主 － 伊丽莎白二世（1962年－2022年）
  - 总督 － 帕特里克·艾伦 （2009年－现今）
  - 总理 － 安德鲁·霍尼斯（2016年－现今）
- 墨西哥
  - 总统 － 羅培茲·歐布拉多（2018年－现今）
- （英国海外领地）
  - 总督 － 安德鲁·皮尔斯（英语：Andrew Pearce (diplomat)）（2018年－现今）
  - 总理 － 伊斯顿·泰勒-法雷尔（2019年－现今）
- 荷蘭王國
  - 國王 - 威廉-阿歷山大（2013年至今）
  -  阿鲁巴 （构成国）
    - 阿鲁巴總督（英语：Governor of Aruba） － 阿方索·布克豪特（英语：Alfonso Boekhoudt）（2017年－现今）
    - 首相 － 伊芙琳·韋弗-克洛斯（2017年－现今）

  -   （荷兰构成国）
    - 总督 － 露西尔·乔治-沃特（2013年－现今）
    - 总理
      1. 尤金·禺根雅福（2017年－2021年6月14日）
      2. 吉爾馬·皮薩斯（2021年6月14日—現今）

  -  荷屬聖馬丁 （构成国）
    - 总督（英语：Governor of Sint Maarten） － 尤金·霍利迪（英语：Eugene Holiday）（2010年－现今）
    - 总理 － Silveria Jacobs（2019年－现今）
- 尼加拉瓜
  - 总统 － 丹尼尔·奥蒂嘉（2007年－现今）
- 巴拿马
  - 总统 － 勞倫蒂諾·科爾蒂索（2019年－现今）
- 波多黎各 （美国非建制属地）
  - 总督 - Wanda Vázquez Garced（2019年 -現今）
- （法国海外领地）
  - 行政长官 － Sylvie Feucher（法语：Sylvie Feucher）（2018年－现今）
- 圣基茨和尼维斯
  - 君主 － 伊莉莎白二世（1983年－2022年）
  - 总督 － 塔普利·西顿（2015年－现今）
  - 总理 － 提摩西·哈里斯（2015年－现今）
- 圣卢西亚
  - 君主 － 伊莉莎白二世（1979年－2022年）
  - 总督 － 内维尔·塞纳奇（英语：Neville Cenac）（2018年－2021年10月31日）
  - 总理
    1. 艾伦·切斯特尼（2016年－2021年7月28日）
    2. 菲利普·皮耶 （2021年7月28日－现今）
- 法属圣马丁 （法国海外领地）
  - 政府主席 － Sylvie Feucher（法语：Sylvie Feucher）（2018年－现今）
  - 议会主席 － 丹尼尔·吉布斯（英语：Daniel Gibbs）（2017年－现今）
- （法国海外领地）
  - 议会主席 － Thierry Devimeux（2018年－现今）
  - 区长 － 斯特凡·阿尔塔诺（英语：Stéphane Artano）（2006年－现今）
- - 君主 － 伊莉莎白二世（1979年－2022年）
  - 总督 -蘇珊·杜根（英语：Susan Dougan）（2019年-現今）
  - 总理 － 龔薩福（2001年－现今）
- 千里達及托巴哥
  - 总统 － 宝拉-梅·维克斯（2018年－现今）
  - 总理 － 基思·罗利（2015年－现今）
- （英国海外领地）
  - 总督（英语：Governor of the Turks and Caicos Islands） － 奈祖·戴金（英语：Nigel Dakin）（2019年－现今）
  - 总理
    1. 夏琳·卡特赖特-罗宾逊（2016年－2021年2月20日）
    2. Washington Misick（2021年2月20日-現今）
- 美国
  - 总统
    1. 唐纳德·特朗普（2017年－2021年1月20日）
    2. 乔·拜登（2021年1月20日－现今）
- 美屬維爾京群島 （美国岛屿地区）
  - 总督 － 肯尼斯·马普（英语：Kenneth Mapp）（2015年－现今）

## 大洋洲
- 美属萨摩亚 （美国海外领地）
  - 总督
    1. 洛洛·莱塔卢·马塔拉西·莫利加（2013年－2021年1月3日）
    2. Lemanu Peleti Mauga（2021年1月3日-今）
- - 君主 － 伊丽莎白二世（1952年－2022年）
  - 总督 － 大衛·赫利（2019年－現今）
  - 总理 － 斯科特·莫里遜（2018年－现今）
- 圣诞岛 和  科科斯（基林）群島（合稱澳屬印度洋領地）
  - 总督- 大衛·赫利（2019年7月1日－現今）
  - 行政官 － Natasha Griggs（2017年－现今）
- 庫克群島 （新西兰联系邦）
  - 女王代表 － 汤姆·马斯特斯（英语：Tom Marsters）（2013年－现今）
  - 总理 - 馬克·布朗（2020年－现今）
- 斐济
  - 总统 － 乔治·孔罗特（2015年－现今）
  - 总理 － 弗兰克·姆拜尼马拉马（2007年－现今）
- 法屬玻里尼西亞 （法国海外领地）
  - 高级总督 － 雷诺·毕达（英语：René Bidal）（2016年－现今）
  - 总督 － 爱德华·弗里奇（2014年－现今）
- 關島 （美国岛屿地区）
  - 总督 － Lou Leon Guerrero（2019年－现今）
- 基里巴斯
  - 总统 － 塔内希·马茂（2016年－现今）[12]
- 马绍尔群岛
  - 总统 - 戴維·卡布阿（2020年1月14日至今）
- 密克羅尼西亞聯邦
  - 总统 － 戴維·帕努埃洛（2019年－现今）
- 瑙鲁
  - 总统 － 莱昂纳尔·安格明（2019年－现今）
- 新喀里多尼亞 （法国海外特別集體）
  - 高级专员（英语：List of colonial and departmental heads of New Caledonia） － 梯也尔·拉塔斯特（法语：Thierry Lataste）（2016年－现今）
  - 政府主席 － Thierry Santa（2019年－现今）
- 新西兰
  - 君主 － 伊丽莎白二世（1952年－2022年）
  - 总督 －
    1. 帕齐·雷迪（2016年－2021年9月28日）
    2. 辛迪·基羅（2021年10月21日－现今）

  - 总理 － 杰辛达·阿德恩（2017年－现今）
- 纽埃 （新西兰联系邦）
  - 总理 - 多尔顿·塔格拉吉（英语：Dalton Tagelagi）（2020年－现今）
- （美国岛屿地区联邦体）
  - 总督 － 拉尔夫·托雷斯（2015年－现今）
- 帛琉
  - 总统
    1. 小汤米·雷门格绍（2013年－2021年1月21日）
    2. 惠恕仁（2021年1月21日－现今）
- - 君主 － 伊丽莎白二世（1975年－2022年）
  - 总督 － 鲍勃·达达埃（2017年－现今）
  - 总理 - 詹姆斯·馬拉佩（2019年－現今）
- 皮特凯恩群岛 （英国海外领土）
  - 总督（英语：Governor of Pitcairn） － 劳拉·克拉克（2018年－现今）
  - 市长 － 查伦·沃倫-佩乌（英语：Charlene Warren-Peu）（2020年－现今）
- 萨摩亚
  - 国家元首 － 瓦莱托阿·苏阿劳维二世（2017年－现今）
  - 总理
    1. 图伊拉埃帕·萨伊莱莱·马利埃莱额奥伊（1998年－2021年；2021年5月24日至7月23日與
    2. 菲婭梅·內奧米·馬塔阿法爭位，直至後者獲確認為總理）
- 所罗门群岛
  - 君主 － 伊丽莎白二世（1978年－2022年）
  - 总督 - 戴维·武纳吉（2019年－現今）
  - 总理 - 梅纳西·索加瓦雷（2019年－現今）
- 托克勞 （新西兰属地）
  - 行政长官（英语：Administrator of Tokelau） － 罗斯·阿德恩（英语：Ross Ardern）（2018年－现今）
  - 政府首长 － 阿费加·加瓦洛法（英语：Afega Gaualofa）（2016年－现今）
- - 国王 － 图普六世（2012年－现今）
  - 首相
    1. 波希瓦·圖伊奧內托阿（2019年－2021年12月27日）
    2. 肖西·索瓦萊尼
- - 君主 － 伊丽莎白二世（1978年－2022年）
  - 总督
    1. 邰樂喜（英语：Teniku Talesi）（代理；2019年－2021年）
    2. Tofiga Vaevalu Falani（2021年9月27日—現今）

  - 总理 - 卡乌塞亚·纳塔诺（2019年－现今）
- - 总统 － 塔利斯·奥贝德·摩西（2017年－现今）
  - 总理 - 鲍勃·拉夫曼 （2020年－现今）
- （法国海外属地）
  - 高级行政官 － 让-弗朗西斯·特雷费尔（2017年－现今）　
  - 政府首脑 － 大卫·韦尔热（英语：David Vergé）（2017年－现今）

## 南美洲
- 阿根廷
  - 总统 － 阿爾韋托·費爾南德斯（2019年－现今）
- 玻利维亚
  - 总统 - 盧喬·阿爾塞（2020年－现今）
- 巴西
  - 总统 － 雅伊爾·博索納羅（2019年－现今）
- 智利
  - 总统 － 塞巴斯蒂安·皮涅拉（2018年－现今）
- 哥伦比亚
  - 总统 － 伊万·杜克·马尔克斯（2018年－现今）
- - 总统
    1. 莱宁·莫雷诺（2017年－2021年5月24日）
    2. 吉列爾莫·拉索（2021年5月24日-今）
- 福克蘭群島 （英国海外領土）
  - 总督 － 奈傑爾·菲利普斯（兼任 南乔治亚和南桑威奇群岛專員；2017年－现今）
  - 行政长官 － 巴里·罗兰（2016年－现今）
- - 总统 - 伊爾凡·阿里（2020年－现今）
  - 总理 - 马克·菲利普斯（英语：Mark Phillips (Guyanese politician)）（2020年－现今）
- 巴拉圭
  - 总统 － 馬里奧·阿布鐸·貝尼特斯（2018年－现今）
- 秘魯
  - 总统
    1. 弗朗西斯科·薩加斯蒂（代理；2020年－2021年7月28日）
    2. 佩德羅·卡斯蒂略（2021年7月28日-現今）

  - 总理
    1. 比奥莱塔·贝穆德斯（西班牙语：Violeta Bermúdez）（2020年－2021年7月28日）
    2. Guido Bellido（2021年7月28日-2021年10月6日）
    3. 瑪莎·巴斯克斯（2021年10月6日－现今）
- 苏里南
  - 总统 - 昌·單多吉（2020年－现今）
- 乌拉圭
  - 总统 - 路易斯·拉卡列·波烏（2020年－现今）
- 委內瑞拉
  - 总统 － （參見2019年委內瑞拉總統地位危機，2019年1月10日－现今）
    1.  委内瑞拉制宪会议支持 － 尼古拉斯·马杜罗（2013年－现今）
    2.  委内瑞拉全国代表大会支持 － 胡安·瓜伊多（臨時；2019年－现今）